# Страната на Оз
 Тази статия е за книгата на Л. Ф. Баум.  За Вълшебната страна  вижте Страната на Оз.  
Страната на Оз е втората книга от поредицата за приключенията на Вълшебникът от Оз написана от Лиман Франк Баум. Тази и следващите 34 книги от поредицата са илюстрирани от Джон Нийл. Части от романа са екранизирани през 1985 във филма на Дисни Завръщане в Страната на Оз.

## Сюжет
Главният герой във втория роман и момче на име Тип, което живее от както се помни при злата магьосница Момби. Тъй като злата магьосница иска да превърне момчето в мраморна статуя, той решава да избяга от нея, като ѝ открадва животворната пудра, с която Момби съживява Джак Тиквоглавия (плашилото, което Тип изработва). Двамата герои тръгват към Изумрудения град, а Тип използва животворната пудра, за да съживи Дървения кон и Джак да може да го язди. Скоро момчето се среща с Плашилото и компанията се насочва към замъка на Тенекиения дървар, когото да повикат на помощ срещу армията на генерал Джинджър и да освободят Изумрудения град. По пътя към тях се присъединява и високо-образованият бръмбар Клатуш-Бръмб. Следват безброй приключения и премеждия, а много скоро с помощта на добрата магьосница Глинда нашите приятели научават, че Тип е всъщност Принцеса Озма, която Момби превръща в момче, още докато е бебе. С помощта на добрата магьосница, Тип приема новата си съдба и повежда своите приятели към спасяването на Изумрудения град. След победата Тенекиеният дървар, Плашилото и Джак Тиквоглавия се завръщат в Царството на мигащите, Глинда се прибира у дома, Клатуш-Бръмб остава под наставничеството на Озма, а Дървеният кон става личен кон на принцесата.

## На български език
На български език книгата е издавана от издателство „Пан“ (1998), „Отечество“ (1992), „Хермес“ (1999), и „Труд“ (2006).